# ジェフ・セッションズ
ジェファーソン・ビューレガード・"ジェフ"・セッションズ3世（英語: Jefferson Beauregard "Jeff" Sessions III、1946年12月24日 - ）は、アメリカ合衆国の政治家、法律家。アラバマ州司法長官、同州選出連邦上院議員を歴任し、ドナルド・トランプ政権で第84代アメリカ合衆国司法長官を務めた。なお宗教はメソジストである。

## 政治経歴
1946年12月24日にアラバマ州セルマに誕生した。アラバマ州モンゴメリーにあるハンティンドン大学に進み、続いてアラバマ大学では法務博士の学位を得る。
当時の南部においては民主党が絶大な影響力を誇っていたが。セッションズは大学時代から熱心な共和党員だった。またアメリカ陸軍にも入隊し、予備役として1973年から1977年まで所属した後、大尉の階級で除隊した。大学卒業後は法律家・検察官への道を歩み、1975年から1977年までアラバマ州南部地区の連邦地区検事補佐を勤めた。1981年には当時のアメリカ合衆国大統領ロナルド・レーガンから指名を受けて同地区の検事に就任し、1993年まで同職を務める。1986年には連邦判事に任命されるも、人種差別主義者の疑惑があるとして上院が承認を拒否した。セッションズが「マリファナの吸引を発見するまで、クー・クラックス・クラン（KKK）はOKだ」と発言したためとされている。セッションズはこれは冗談だと言い訳したが、発言については謝罪した。セッションズは連邦検事時代にアラバマの公立学校における人種差別の撤廃やKKK幹部の死刑求刑などにも取り組んでいた。だが、連邦判事任命の承認は結局拒否されることとなった。1994年にはアラバマ州の司法長官選挙に出馬して当選を果たす。政界への進出はその2年後の1996年で、現職上院議員の引退に伴って出馬し、52パーセントの得票で上院議員に当選する。2002年にも「イラク討つべし」の世論に支えられて大勝した。2008年アメリカ合衆国大統領選挙と同時実施される上院選挙では早くから3選が確実視されており、120万票を獲得して3選を果たした。

### アメリカ合衆国司法長官
2016年11月18日にトランプ次期大統領より司法長官に指名された。2017年2月8日に連邦上院はジェフ・セッションズ上院議員の司法長官の就任を52対47の賛成多数で承認し、第84代アメリカ合衆国司法長官に就任した。公聴会では民主党議員らがセッションズの公民権運動への姿勢や大統領からの独立性に疑問を呈した。民主党のウォーレン上院議員は、公民権運動指導者であるキング牧師の妻がセッションズの判事承認に反対した当時の書簡を朗読した。これに反発した共和党が「同僚議員への非難」を禁じた議会規則に違反したとして発言を封じる動議を可決した。
セッションズは指名承認公聴会の際に、トランプ候補（当時）のアドバイザーを務めていた期間にロシア当局との接触は無かったと述べていたが、司法省のサラ・イスガー・フローレス報道官は、その時期にシャルヘイ・キスリャク駐アメリカ合衆国大使と2回接触していたことを認めた。選挙戦の間にトランプ陣営の誰がロシア連邦政府当局者と接触したかや何が話し合われたかについて新たな疑念が生じていると報道された。
連邦下院のナンシー・ペロシ院内総務はセッションズが宣誓した上で嘘をついたことは司法省のトップに相応しくないとして、2017年3月1日にセッションズの辞任を求めた。
ホノルル連邦地方裁判所のデリック・ワトソン判事がイスラム圏諸国6カ国からの移民を一時禁止する大統領令の修正版を宗教差別であると差し止める判断をしたことについて、2017年4月20日にラジオ番組「マーク・レビン・ショー」のインタビューでセッションズは「太平洋の島の判事が大統領の法的・憲法上の権力行使を差し止める命令を出せるとは驚いた」と発言し、強い批判を浴びた。民主党のブライアン・シャーツ上院議員（ハワイ州選出）は「その判事の就任時に長官も賛成票を投じている。この島にはオアフという立派な名前があるし、私の故郷でもある。敬意を持ちなさい」と述べた。
6月6日にトランプとの関係が悪化していたセッションズは、大統領が最初の外遊をする前に司法長官を辞任すると大統領に申し出したと報道された。その後もトランプはセッションズに対する批判を続け、7月24日にはトランプと側近がセッションズの解任を検討していると報じられた。
2018年11月8日にトランプ大統領からの要請を受けて同日付け（現地時間7日）で司法長官を辞任した。後任には2017年10月に首席補佐官に就任したマシュー・ウィテカーが司法長官代理として就任した。

## 政策・主張
共和党では最右派に属し、イラク戦争・相続税廃止を盛り込んだ大型減税法案と、ジョン・ロバーツ及びサミュエル・アリート両最高裁判所判事の任命にも賛成票を投じた。セッションズがとりわけ熱心に取り組んでいるのが不法移民問題で、2007年6月にはジム・デミント上院議員らと共に不法移民の合法化を目指す法案の否決への流れを作る。それ故に不法移民合法化を推進した同党のジョン・マケイン上院議員とは対立関係にある。
オバマ政権によるTPP反対派であり、2016年アメリカ合衆国大統領選挙に共和党から立候補したドナルド・トランプを支持していた。
2018年6月14日にトランプ政権の国境の壁と移民の親と子を強制隔離して収容するゼロ・トレランス移民政策を支持する為、聖書のローマ人への書簡13章を引用し、人々が政府の法に従うべきであるのは、神が秩序の目的のためにそれらを定めたのだと主張した。しかし聖書の解釈を歪めているとして宗教者から大きな非難を浴びた。